# ニック・アベンダノン
ニック・アベンダノン(Nick Abendanon、1986年8月27日 - )は南アフリカ共和国出身のラグビーユニオン選手である。イングランドのプレミアシップでバースの中心選手として活躍し、ASMクレルモンを経て、現在はフランスプロD2のRCヴァンヌでプレーしている。

## 経歴
- 2007年、イングランド代表として南アフリカ戦とフランス戦に出場した。
- 2014年、フランスのASMクレルモン・オーヴェルニュに移籍した。
- 2020年、フランスのRCヴァンヌに移籍した[1]。